# Dasysphinx herodes
Dasysphinx herodes là một loài bướm đêm thuộc phân họ Arctiinae, họ Erebidae.